# Molnár Dezső (építészmérnök)
Molnár Dezső László (Miskolc, 1904. július 24. – ?) magyar építészmérnök, országgyűlési képviselő.

## Élete
Római katolikus vallású családban született. Apja Molnár Dezső biztosítási tisztviselő, édesanyja Halmy Gizella. A budapesti József Műegyetemen szerzett építészmérnöki oklevelet, majd diplomázását követően, 1927-ben a honvéd kincstárhoz került, mérnöki beosztásba. 1932-ben önállósította magát, onnantól szülővárosában dolgozott, mint tervezőmérnök, illetve építőmester. Szakismereteinek elmélyítése érdekében többször járt külföldi tanulmányutakon, jellemzően nagyobb olasz és német városokban, Zürichben és Londonban.
Tagja volt a Mérnöki Kamarának és a Budapesti Építőmesterek Ipartestületének, alelnöki tisztséget töltött be a miskolci katolikus körben és a Baross Szövetség helyi szervezetében, a miskolci ipartestület munkaügyi bizottsága pedig elnökévé választotta meg. Az 1939. évi általános választáson a Magyar Élet Pártja miskolci lajstromának harmadik jelöltjeként országgyűlési képviselői mandátumot is szerzett.
1948-ban 15 év fegyházra ítélték uszító cikkek írásáért és uszító beszédek tartásáért.